# Hylaeus procurvus
Hylaeus procurvus är en biart som först beskrevs av Rayment 1939.  Hylaeus procurvus ingår i släktet citronbin, och familjen korttungebin. Inga underarter finns listade i Catalogue of Life.